# Ardozyga
Ardozyga é um gênero de traça pertencente à família Agonoxenidae.